# Mercœur, Haute-Loire

Mercœur este o comună în departamentul Haute-Loire, Franța. În 2009 avea o populație de 133 de locuitori.